# Interlaken (New York)
Pour les articles homonymes, voir Interlaken (homonymie).
Interlaken est un village du comté de Seneca, dans l'État de New York, aux États-Unis,. En 2010, il comptait une population de 602 habitants.

## Démographie
Lors du recensement de 2010, le village comptait une population de 602 habitants, tandis qu'en 2019, elle est estimée à 599 habitants.